# Eugênio Aragão
Eugênio José Guilherme de Aragão (Rio de Janeiro, 7 de maio de 1959) é um jurista e advogado brasileiro. Foi membro do Ministério Público Federal de 1987 até 2017 e ministro da Justiça em 2016, no governo Dilma Rousseff.
É professor titular de direito internacional da Universidade de Brasília (UnB), pela qual é graduado em direito. É mestre em direito internacional pela Universidade de Essex (Inglaterra) e doutor em direito pela Ruhr-Universität Bochum (Alemanha).
Notabilizou-se também por suas críticas à Operação Lava Jato, tendo afirmado que a operação estaria destruindo a economia brasileira, bem como por atuar como advogado da campanha eleitoral de Luiz Inácio Lula da Silva à presidência da República nas eleições de 2018 e de 2022.
É colunista do Jornal GGN.

## Carreira

### Formação e docência
Eugênio Aragão formou-se em direito pela Universidade de Brasília (UnB) em 1982. Tornou-se mestre em direito internacional dos direitos humanos pela Universidade de Essex (Inglaterra) em 1994, e doutor em direito pela Ruhr-Universität Bochum (Alemanha) em 2007, com menção summa cum laude.
É professor adjunto da Faculdade de Direito da Universidade de Brasília desde 1997.

### Carreira inicial no serviço público e advocacia
Ingressou no serviço público federal em 1980, como agente administrativo no Conselho Federal de Educação do Ministério da Educação e Cultura. Ali, trabalhou sob as ordens de Yesis Ílcia y Amoedo Passarinho, que lhe ensinou os primeiros passos na função pública. Em 1982, ao se tornar bacharel em Direito, foi nomeado pela então ministra Esther de Figueiredo Ferraz para exercer o cargo de Coordenador de Assuntos Jurídicos do Conselho Federal de Educação. Ao mesmo tempo, iniciou-se na advocacia na Sociedade de Advogados Nunes Leal, escritório de Victor Nunes Leal, ex-ministro do Supremo Tribunal Federal, e José Paulo Sepúlveda Pertence, que também viria a se tornar, mais tarde, ministro do STF.
Em 1985, ao limiar da nova república, Aragão foi chamado a trabalhar no Ministério da Justiça a convite de Luiz Carlos Sigmaringa Seixas. Foi seu substituto como Diretor-Geral do Departamento Federal de Justiça e, com seu afastamento para concorrer à eleição para a Assembleia Nacional Constituinte, assumiu a titularidade da direção-geral, sendo ministro de Estado Paulo Brossard. Em final de 1986, foi convidado pelo professor Cristovam Buarque, então reitor da Universidade de Brasília, para o cargo de Chefe da Assessoria Jurídica da Reitoria, ali se desempenhando até outubro de 1987, quando tomou posse no cargo de Procurador da República.

### Ministério Público Federal
Aragão ingressou no Ministério Público Federal como procurador da República em 1987. Atuou perante o Supremo Tribunal Federal em matéria criminal, assistindo o procurador-geral da República, entre 1987 e 1989. Entre 1991 e 1993, foi diretor da Associação Nacional dos Procuradores da República. Na extinta Secretaria de Coordenação da Defesa dos Interesses Difusos e Direitos Coletivos da Procuradoria Geral da República, Aragão atuou na defesa dos direitos dos povos indígenas entre 1989 e 1991. Nessa qualidade, foi responsável, junto com a procuradora Deborah Duprat, pela propositura da primeira ação coletiva para demarcação de terra indígena, o Parque Indígena Yanomami, na fronteira da Venezuela. A partir de abril de 1991, foi Procurador-Geral da FUNAI, na gestão do sertanista Sydney Possuelo naquele órgão.  Depois, de volta ao Ministério Público Federal, foi coordenador da defesa do patrimônio público entre 1992 e 1993.
Em 1995, foi promovido a procurador regional da República, atuando principalmente em matéria criminal e em causas de desapropriação para reforma agrária, foi cedido, em 1999-2000, pelo MPF e pela Universidade de Brasília, à Organização das Nações Unidas, para servir no Timor Leste, como chefe interino do Departamento de Assuntos Judiciais, da Administração Transitória da ONU naquele território (UNTAET), sob a direção de Sérgio Vieira de Mello.[carece de fontes?]
Em 2004, recebeu promoção a subprocurador-geral da República. Nessa qualidade, foi membro da 6ª Câmara de Coordenação e Revisão do MPF, em Matéria de defesa dos povos indígenas. Teve atuação na defesa dos povos Guaranis, propondo o tratamento transnacional de políticas públicas em seu apoio no Mercosul. Foi membro, também, do Centro De Cooperação Jurídica Internacional e participou, dentre outras, da delegação que negociou o Acordo de Auxílio Mútuo em Matéria Penal com a Alemanha, bem como se empenhou, junto aos governos suíço e da ilha de Jersey, pela recuperação de ativos desviados do Município de São Paulo pelo ex-prefeito Paulo Maluf. Foi responsável pela criação, juntamente com Juan Emilio Oviedo Cabañas, pelo lado paraguaio, pela criação da Reunião especializada de Ministérios públicos do Mercosul.[carece de fontes?]
A partir do mesmo ano, foi Diretor-Geral Adjunto da Escola Superior do Ministério Público da União por dois mandatos (2004-2008). Foi Coordenador da 5ª Câmara de Coordenação e Revisão do MPF (2008-2011), em matéria de defesa do patrimônio público.  Estabeleceu linha de atuação sobre desenvolvimento territorial do arquipélago do Marajó e intensa cooperação com o Ministério da Agricultura para reestruturação da defesa agropecuária. Foi seguidamente componente da banca de concurso público para o provimento do cargo de procurador da república (2008-2014), conselheiro do Conselho Superior do MPF (2009-2011) e Procurador-Geral da República Interino (2001).
De 2011 a 2013, foi Corregedor-Geral do MPF, promovendo a descentralização regional, para maior eficiência de atuação.
Foi vice-procurador geral eleitoral de 2013 a 2015.
Foi cotado para o cargo de ministro do Supremo Tribunal Federal.

### Ministério da Justiça
Em março de 2016, Aragão foi escolhido pela presidente Dilma Rousseff para o cargo de Ministro da Justiça, em substituição ao procurador Wellington César Lima e Silva, que decidiu deixar o governo após decisão do STF determinando que seria inconstitucional um membro do Ministério Público assumir cargo político sem se desligar do parquet. Esse impedimento, porém, não se aplicaria a Aragão, por ele haver ingressado no MP antes da vigência da Constituição brasileira de 1988.
Em 12 de abril de 2016, uma decisão proferida pela juíza Luciana Raquel Tolentino de Moura da 7ª Vara Federal, todavia, suspendeu a nomeação do ministro. A decisão atendeu ao pedido de uma ação popular, argumentando que ele não poderia ser ministro por integrar o Ministério Público. Em 13 de abril, a Advocacia Geral da União (AGU) recorreu e derrubou a decisão da juíza de suspender a nomeação.
Em 12 de maio de 2016, o Senado afastou a presidente Dilma Rousseff do cargo, sendo exonerados quase todos os ministros, entre os quais Aragão.

### Retorno à advocacia
Em 2 de junho de 2017, aposentou-se do Ministério Público Federal e regressou à advocacia, passando a prestar consultoria em direito empresarial e direito internacional junto ao escritório ECEA Advogados e Consultores, em Brasília. Em outubro de 2017, após a desfazimento do ECEA, fundou escritório próprio.
Foi advogado do Partido dos Trabalhadores e coordenador jurídico da campanha de Luiz Inácio Lula da Silva à presidência da República nas eleições de 2018. Atuou também como advogado da campanha de Lula nas eleições de 2022.